# Tractat de Hubertusburg

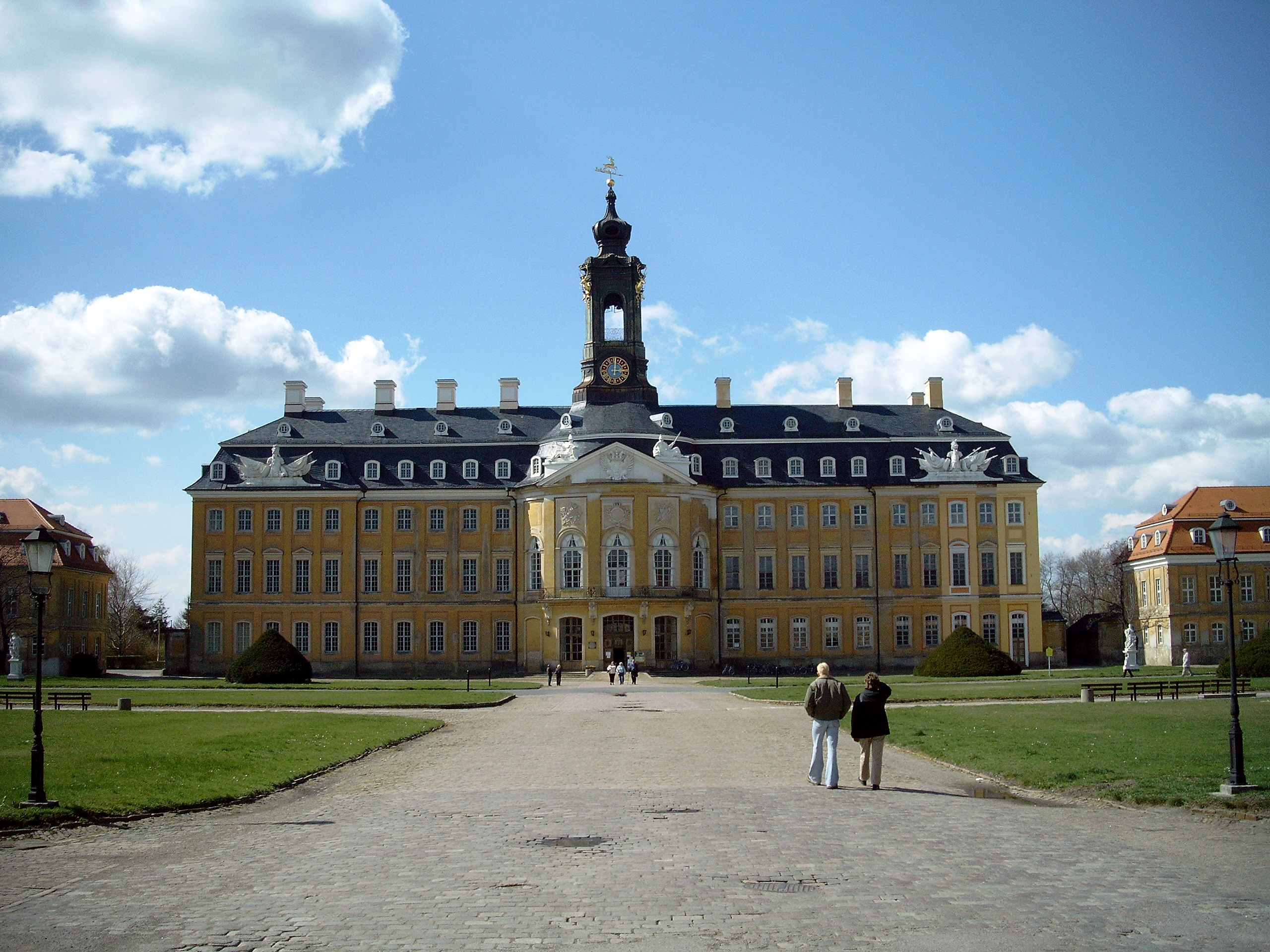
Hubertusburg, Wermsdorf

El Tractat de Hubertusburg (alemany: Frieden von Hubertusburg) va ser signat el 15 de febrer de 1763 a Hubertusburg per Prússia, Àustria i Saxònia. Junt amb el Tractat de París, marca la fia de la Guerra dels Set Anys. Aquest tractat va posar fi al conflicte continental sense haver canvis significatius en les fronteres d'abans de la guerra. Silèsia va romandre prussiana, i Prússia va quedar clarament dins dels grans poders europeus.
Silèsia, anteriorment austríaca, va passar a Prússia l'any 1748 pel tractat d'Aquisgrà que va tancar la Guerra de Successió Austríaca i aquest era el conflicte principal que va portar a la Guerra dels Set Anys. Àustria va ser ajudada per Rússia, Suècia, Saxònia, Espanya i França. En canvi la Gran Bretanya era un aliat de Prússia. Tanmateix va ser el rei prussià Frederic el Gran qui va iniciar la guerra amb el seu atac i captura de Saxònia el 1756.
A la meitat de la guerra, els prussians van guanyar la batalla de Rossbach (5 de novembre de 1757) i van vèncer els austríacs a Leuthen el 1757 i els russos a Zorndorf el 1758. Però amb l'entrada de Suècia a la guerra la situació va canviar. L'any 1759 l'est de Prússia estava en mans dels russos, Berlín va ser ocupada durant unes setmanes. L'exèrcit austríac van envair Prússia pel sud i la situació de Frederic el Gran era desesperada.
El 1758 l'Exèrcit Anglo-Hannoverià aliat amb Prússia va vèncer els francesos i van ocupar la ciutat de Münster. El 1759 les tropes imperials envaïren Saxònia.
Hi va haver dos factors significatius que van fer que Prússia dominés de nou aquesta guerra un va ser el suport britànic i dels hannoverians i l'altre, encara més important, va ser la retirada de la guerra, el 1762, de Rússia i de Suècia Pel tractat de Sant Petersburg de 1762 Rússia va fer la pau i va retornar totes les seves conquestes i Suècia va fer la pau el mateix any. També els francesos havien perdut moltes batalles a Amèrica del Nord, el Carib i Índia, encara que els francesos van prendre el port de Maó als britànics (1757) van ser vençuts a la batalla de la badia de Quiberon (1759). L'entrada d'Espanya a la guerra sota els termes dels Pactes de Família de 1761 va resultar una petita ajuda per França on aquesta guerra mai havia estat popular.
El 1763, la guerra a l'Europa central estava en un punt mort entre Prússia i Àustria. Prússia havia recuperat gairebé tota Silèsia als austríacs després de la victòria a la batalla de Burkersdorf i tot i que la seva situació financera no era greu, el regne estava devastat i l'exèrcit severament afeblit, mancat d'homes i havent perdut tants oficials i generals efectius que semblava impossible una ofensiva contra Dresden. Els britànics havien estat aturats pel nou primer ministre, John Stuart, i Pere III de Rússia havia estat enderrocat per la seva dona, Caterina II de Rússia, que va posar fi a l'aliança de Rússia amb Prússia i es va retirar de la guerra. Àustria, però, com la majoria de participants, s'enfrontava a una greu crisi financera i va haver de reduir la mida del seu exèrcit afectar molt el seu poder ofensiu. En aquell moment, Àustria encara controlava Dresden, el sud-est de l'Electorat de Saxònia i el comtat de Glatz al sud de Silèsia, però la perspectiva de la victòria era feble sense el suport rus, i Maria Teresa I d'Àustria havia abandonat en gran part les seves esperances de reconquerir Silèsia; el seu canceller, el seu marit i el seu fill gran la van instar a fer les paus, mentre que Daun va dubtar a atacar Frederic. El 1763 es va arribar a un acord de pau amb el Tractat de Hubertusburg, en què Glatz va ser retornat a Prússia a canvi de l'evacuació prussiana de Saxònia. Això va acabar amb la guerra al centre d'Europa.
La frase "Pau de Hubertsburg" es fa servir de vegades com una descripció de qualsevol Tractat que restauri la situació existent prèvia a l'esclat del conflicte.